# Mau Mau-oprøret
Mau Mau-oprøret fra 1952 til 1960 var en krig i Kenya-kolonien, mellem Kenya Land and Freedom Army (KLFA), bedre kendt som Mau Mau, og det britiske kolonistyre i Kenya. Deltagerne var hovedsageligt fra kikuyu-folket, og det drejede sig oprindeligt om, at hvide nybyggere fik mere jord end sorte bønder i det centrale højland i Kenya. Til slut blev opstanden slået ned af briterne, og civilbefolkningen i landet blev hårdt ramt.

## Baggrund
Nybyggersamfund i kolonitiden kunne eje en uforholdsmæssig stor del af jorden i Kenya, da det britiske styre igennem en række ekspropriationer beslaglagde omkring 7.000.000 hektar jord, det meste af det i de frugtbare bakkede områder i det centrale højland, der blev kendt som Det Hvide Højland på grund af det næsten udelukkende europæiske ejede landbrugsjord. Kikuyu-folket forsøgte i 1921 juridisk at anfægte de britiske ekspropriationer, men en afgørelse fra den kenyanske højesteret bekræftede dets lovlighed. 
Modstand til det britiske kolonistyre havde eksisteret siden briterne kom til landet som f.eks. Nandi-modstandsbevægelsen i 1890-1906. Mau Maus væbnede oprør var det kulminerende svar på det britiske kolonistyre i Kenya efter flere mislykkedes oprøresforsøg. Mau Mau-bevægelsens væbnede kamp begyndte, d. 3. oktober 1952, da de stak en kvinde ihjel tæt på hendes hjem i Thika.

## Den britiske reaktion
I oktober 1952 erklærede briterne undtagelsestilstand og sendte tropper til landet. Den kenyanske antikolonialistiske aktivist og nationalist Jomo Kenyatta blev sammen med 180 andre formodede Mau Mau ledere arresteret i Nairobi, beskyldt for at have stået bag oprøret og idømt syv års fængsel. De politiske organisationer i landet blev forbudt; undtagelsestilstanden blev først ophævet i 1962. For Kenya var opstanden begyndelsen på den udvikling, som endte med selvstændighed 12. december 1963. Jomo Kenyatta blev den første frit valgte leder i landet.

## Krigsforbrydelser
Briterne brugte bl.a. tvangsdeportationer for at slå oprøret ned; Mange kikuyuer blev spærret inde i lejre, hvor de blev mishandlet og nogle gange henrettet. Mange fanger døde af udmattelse, sygdom, sult og brutalitet. Omfanget har i høj grad været holdt skjult, bl.a. fordi de britiske myndigheder i landet ødelagde de fleste af deres arkiver.
Oprørslederen Dedan Kimathi blev taget til fange i 1956 og hængt i 1957. Selv om Mau Mau-bevægelsen var nedkæmpet, fortsatte lejrene til 1959. De blev lukket, da noget af sandheden om forholdene blev kendt i Storbritannien, og Labour-repræsentanter i parlamentet tog sagen op.
Ofrenes nøjagtige antal er ikke kendt. Oprørerne tog livet på 95 soldater, omkring 3000 afrikanske soldater i britisk tjeneste og omkring 1800 civile hvoraf 32 var hvide nybyggere. Ifølge David Anderson er der formentlig tale om en undertælling, og vurderer at 5000 er tættere på det rigtige tal. Britterne henrettede omkring 1090 modstandsfolk. Antallet af døde i hele konflikten varierer fra ca. 25.000 til mange hundredetusind eller flere ifølge Caroline Elkins. Dog er Elkins efterfølgende blevet kritiseret af myndighederne i Kenya for forkerte dødstal, og hendes brug af anekdoter og statistikanalyse er blevet kaldt utroværdigt af bl.a. John Lonsdale og David Anderson.

## Baggrundsmateriale
- David Anderson: Histories of the hanged. The dirty war in Kenya and the end of Empire. Norton, New York 2005, ISBN 0-393-32754-X.
- Robert Buijtenhuijs: Mau Mau, 20 years later. The myth and the survivors. Mouton, Den Haag 1973.
- A. S. Cleary: The myth of Mau Mau in its international context. In: African Affairs, Jg. 89 (1990), Heft 4, S. 227-245.
- Wunyabari O. Maloba: Mau Mau and Kenya. Currey, Oxford 1998, ISBN 0-85255-745-0.
- David Njeng'ere: Dedan Kimathi. Leader of Mau Mau. Saga Sema Publications, Nairobi 2003, ISBN 9966-951-18-0.
- Carl G. Rosberg, John Nottingham: The Myth of Mau Mau. Nationism in Kenya. Praeger, New York 1966.
- Caroline Elkins. Imperial Reckoning: The Untold Story of Britain's Gulag in Kenya. ISBN 0-8050-8001-5.
- Wunyabari O. Maloba. Mau-Mau and Kenya: An Analysis of a Peasant Revolt. ISBN 0-253-21166-2.
- Zoe Marsh & G.W. Kingsnorth (1972). A History of East Africa. Cambridge University Press. ISBN 0-521-08348-6.
- John Newsinger, "Revolt and Repression in Kenya: The 'Mau Mau' Rebellion, 1952-1960," Science and Society 45 (1981): 159–185
- Ngugi wa Thiong'o (1967). A Grain of Wheat. ISBN 0-435-90987-8.
- Henderson, Ian; with Philip Goodhart (1958). The Hunt for Kimathi. London: Hamish Hamilton.
- John Lonsdale (1990) "Mau Maus of the Mind: Making Mau Mau and Remaking Kenya", The Journal of African History 31 (3): 393-421.